# The Magician (DJ)

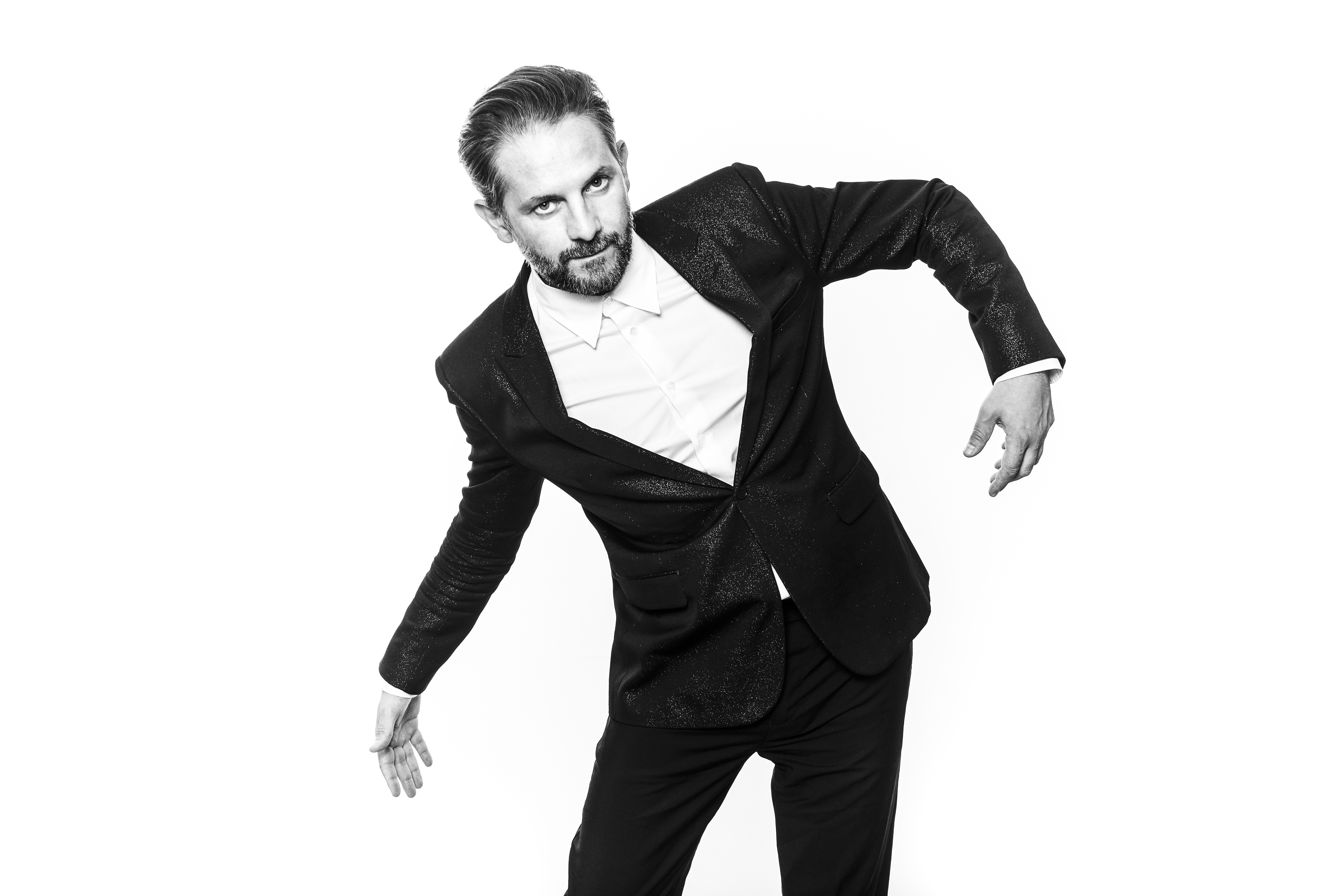
Stephen „The Magician“ Fasano, 2019

The Magician (bürgerlich: Stephen Fasano) ist ein belgischer House-DJ und Musikproduzent.

## Karriere
Fasano erlangte durch die Mitwirkung beim House-Duo Aeroplane Bekanntheit, mit dem er zwischen 2008 und 2010 mit einem Album und mehreren Singles die belgischen Verkaufscharts, sowohl in Flandern als auch in Wallonien, erreichen konnte. Seine erste Solo-Single, I Don’t Know What to Do (feat. Jeppe), erreichte die belgischen Dance-Charts. Bekanntheit als Remixer und DJ erlangte er 2012, als er zum Song I Follow Rivers von Lykke Li einen Remix beisteuerte, der maßgeblich dazu beitrug, dass der Song sowohl in Belgien als auch in weiteren europäischen Ländern Spitzenpositionen erreichen konnte. Er wurde außerdem oft anstatt des Originaltitels für Radioairplay verwendet. In Belgien folgte danach ein weiterer Remix zur Single Happiness von Sam Sparro. Auch dieser Song erreichte mithilfe seines Remixes Platz eins in Belgien. Nachdem der Song von der Partei N-VA während ihrer Siegesfeier nach den belgischen Kommunalwahlen 2012 gespielt wurde, äußerte Fasano sich kritisch der Partei gegenüber. Seinen ersten Hit als Solokünstler hatte er im Oktober 2013, als sein Song When the Night is Over (feat. Newtimers) Platz 44 der wallonischen Single-Charts erreichte. Auch seine nächste Single, Sunlight (feat. Years & Years), veröffentlicht im Juli 2014, erreichte in Flandern die Top Ten und in Wallonien die Top 30.
Sein Plattenlabel war bis Mitte 2014 Parlophone. Im Juli 2014 gründete er sein eigenes Label Potion, auf dem nun alle seine Releases erscheinen. Auf Soundcloud veröffentlicht er regelmäßig Mixtapes in der Serie „Magic Tape“.

## Diskografie

### EPs
- 2011: Twist (feat. Peter)
- 2011: I Don’t Know What to Do (Remixes) (feat. Jeppe)
- 2012: Memory (Remixes)
- 2013: When the Night Is Over (incl. „The Remixes“)
- 2014: Sunlight (incl. „The Remixes“)
- 2015: Together
- 2020: Renaissance

### Singles
- 2011: Twist (Peter & The Magician)
- 2011: I Don’t Know What to Do (feat. Jeppe)
- 2012: Memory (Peter & The Magician)
- 2013: On My Brain (Peter & The Magician)
- 2013: When the Night is Over (feat. Newtimers)
- 2014: Sunlight (feat. Years & Years)
- 2015: Together
- 2016: SHY (feat. Brayton Bowman)
- 2017: Tied Up (mit Julian Perretta)
- 2017: Slow Motion (mit TCTS feat. Sam Sure)
- 2018: Las Vegas (feat. Ebenezer)
- 2018: Love Break (feat. Hamza)
- 2018: Build a Fire (feat. Clew & Prov)
- 2018: Jalisco (mit Kideko)
- 2019: Ready to Love
- 2019: Disko Dakka (Club Fever, Part 1)
- 2020: You and Me

### Gastbeiträge
- 2016: Starts to Shine (HAVVK feat. The Magician)

### Remixe
- 2011: Lykke Li – I Follow Rivers (The Magician Remix)
- 2011: Scenic – Another Sky (The Magician Remix)
- 2011: Yuksek – On a Train (The Magician Remix)
- 2012: Sébastien Tellier – Cochon Ville (The Magician Remix)
- 2012: Sam Sparro – Happiness (The Magician Remix)
- 2013: RAC – Hollywood (The Magician Remix)
- 2013: Chris Malinchak – If U Got It (The Magician Remix)
- 2014: Chromeo feat. Toro Y Moi – Come Alive (The Magician Remix)
- 2014: Clean Bandit feat. Jess Glynne – Rather Be (The Magician Remix)
- 2014: Javeon – Intoxicated (The Magician Remix)
- 2014: Mausi – My Friend Has a Swimming Pool (The Magician Remix)
- 2014: Zhu – Faded (The Magician Remix)

## Belege
1. ↑  Chartquellen: BE (Flandern) BE (Wallonien) UK
2. ↑  Auszeichnungen für Musikverkäufe: UK
3. ↑  DJ The Magician missfällt die Wahl seines Remixes durch die N-VA (niederländisch) im Gazet Van Antwerpen, 14. Oktober 2012

| Personendaten    | Personendaten                     |
| ---------------- | --------------------------------- |
| NAME             | Magician, The                     |
| ALTERNATIVNAMEN  | Fasano, Stephen (wirklicher Name) |
| KURZBESCHREIBUNG | belgischer DJ und Musikproduzent  |
| GEBURTSDATUM     | 20. Jahrhundert                   |